# XVI Издръжлив Флавиев легион
XVI Издръжлив Флавиев легион (Legio XVI Flavia Firma; Legio sextadecima Flavia Firma) е легион на римската армия от 70 г. до през 5 век.
Легионът е сформиран през 70 г. от император Веспасиан от войници от закрития XVI Галски легион. Символът на легиона е Пегас. Легионът е стациониран в Близкия изток.
Гарнизонът се намирал на лагер в Сатала в североизточна Кападокия и участвал през 75 г. с други легиони в строежите на канали и мостове в Антиохия.
Участва в Траяновата война против партите през 114–117 г. След това експедиционната войска тръгва към Армения, Месопотамия и до Персийския залив.
През 117 г. новият император Адриан (117–138) стационира XVI Флавия
в Самосата на Ефрат. Там следи пътищата и строи тунели. Една Vexillation e изпратена за потушаване на въстанието на Симон бар Кохба (132–135).
През 3 век легионът е изместен от Самосата в Сура.
През ранния 5 век Legio sextadecima Flavia Firma e стациониран още в Сура и стои под главното командване на Dux Syriae et Eufratensis Syriae.